# 出川町 (松本市)
出川町（いでがわまち）は、長野県松本市の市街地南部に位置する地名。丁番を持たない単独町名である。住居表示実施済み。郵便番号は390-0826。東側に田川が流れており湧き水が豊富で、地名もこのことから来ている。

## 概要
貨物扱いも行う南松本駅の東方を占め、JR貨物の貨物施設、多賀神社、南部公園がある。出川通り（かつての北国西街道・国道19号。現在は県道295号平田新橋線）などの大きな道には商店が見られるが、住宅が中心の地区。
中央を通る出川通りは交通量が多い割に整備がされていない。北側にはやまびこ道路が通っている。
南部公園脇の宮田前踏切は、塩尻までの中央本線（「東線」新宿方面・「西線」名古屋方面）を介して松本・長野方面へ向かう旅客列車、そして南松本駅までの貨物列車が集中するため12時間のうち4時間遮断機が下りており、地元では「開かずの踏切」と呼ばれている（とは言え首都圏に比べたらまし）。立体交差化が都市計画決定されたものの、長野県の財政が悪いため凍結されてしまった。その代わり、現在設置されている歩道橋にエレベーターを設置する計画と、踏切の歩道部分を拡張する計画のどちらかを実行する予定である。

## 歴史
江戸時代には出川組の中心地・出川町村であり、北国西街道（脇往還）が通り、町場が形成されていた。歴史の古い民家が多いのも特徴である。
- 1994年2月28日 - 全域で住居表示実施。

### 住居表示実施に伴い分離した地区
- 1979年7月1日：南松本、双葉、宮田
- 1992年10月26日、1994年2月28日：出川

## 世帯数と人口
2018年（平成30年）10月1日現在の世帯数と人口は以下の通りである。
| 町丁   | 世帯数  | 人口  |
| ------ | ------- | ----- |
| 出川町 | 442世帯 | 930人 |

## 交通

### 鉄道
- 東日本旅客鉄道、 日本貨物鉄道
  - ■篠ノ井線（■中央本線） : 南松本駅

### 道路
- 長野県道289号寺村南松本停車場線
- 長野県道295号平田新橋線